# Несс, Альберт
Альберт Ф. Несс (англ. Albert F. Nasse; 2 июля 1878, Сент-Луис, Миссури — 21 ноября 1910, Сент-Луис, Миссури) — американский гребец, чемпион летних Олимпийских игр 1904.
На Играх 1904 в Сент-Луисе Несс участвовал только в соревнованиях четвёрок без рулевого. Его команда заняла первое место с результатом 9:05,8 и выиграла золотые медали.